# Náměstí Svobody (Zákupy)
Náměstí Svobody se nachází v centru městečka Zákupy na Českolipsku v Libereckém kraji a také součástí Městské památkové zóny s řadou nemovitých kulturních památek. Náměstí změnilo ve své historii několikrát jméno.

## Historie

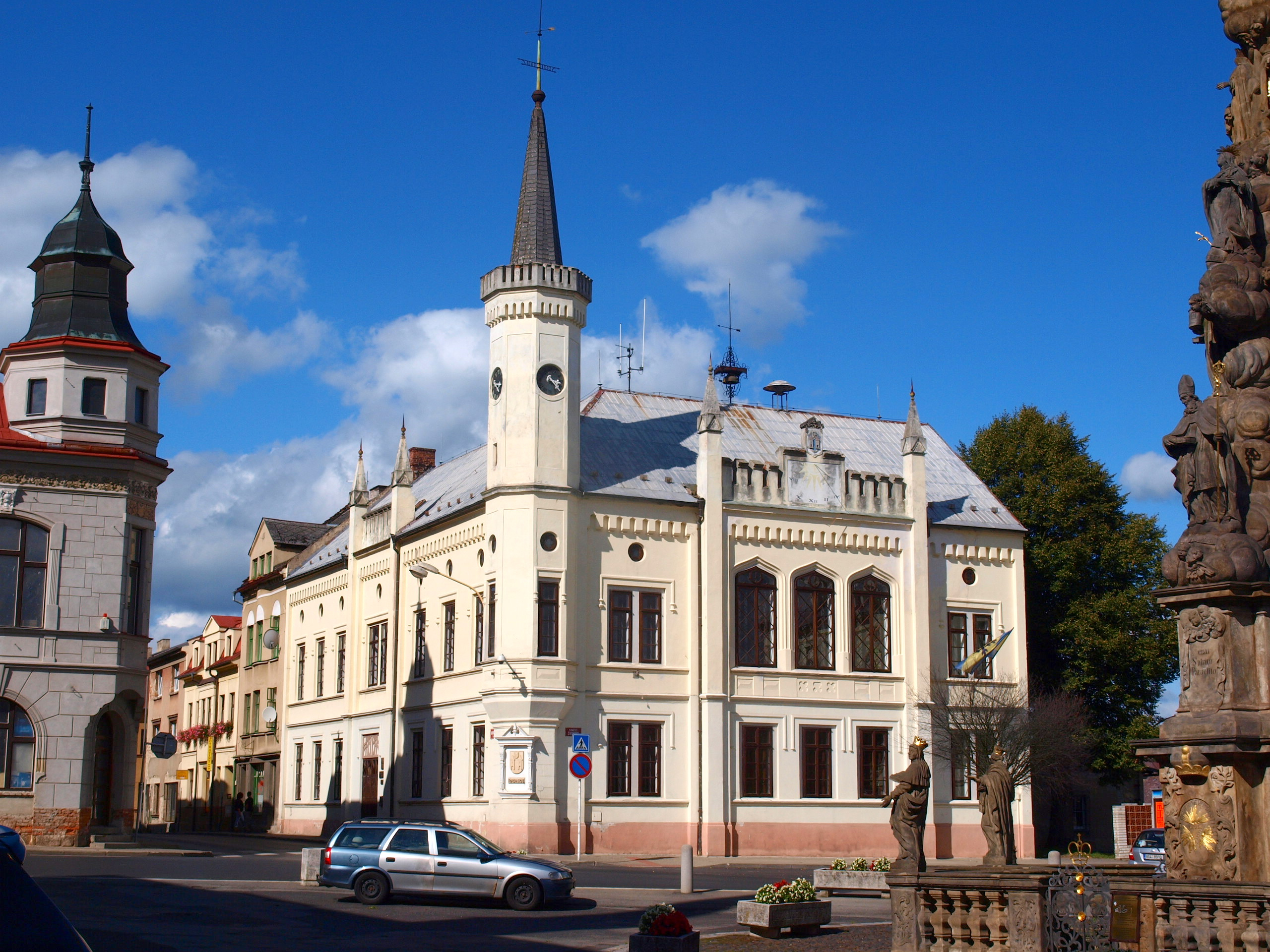
Náměstí Svobody: bílá radnice, vlevo věžička hotelu Orlík, zcela vpravo část sousoší Njesvětější Trojice

Náměstí vzniklo s příchodem německých kolonistů ve 14. století. Velké přestavby jsou zaznamenány od 18. století. Náměstí se jmenovalo před rokem 1945 Marktplatz – Tržní, po roce 1945 náměstí Svobody.

## Nemovité kulturní památky

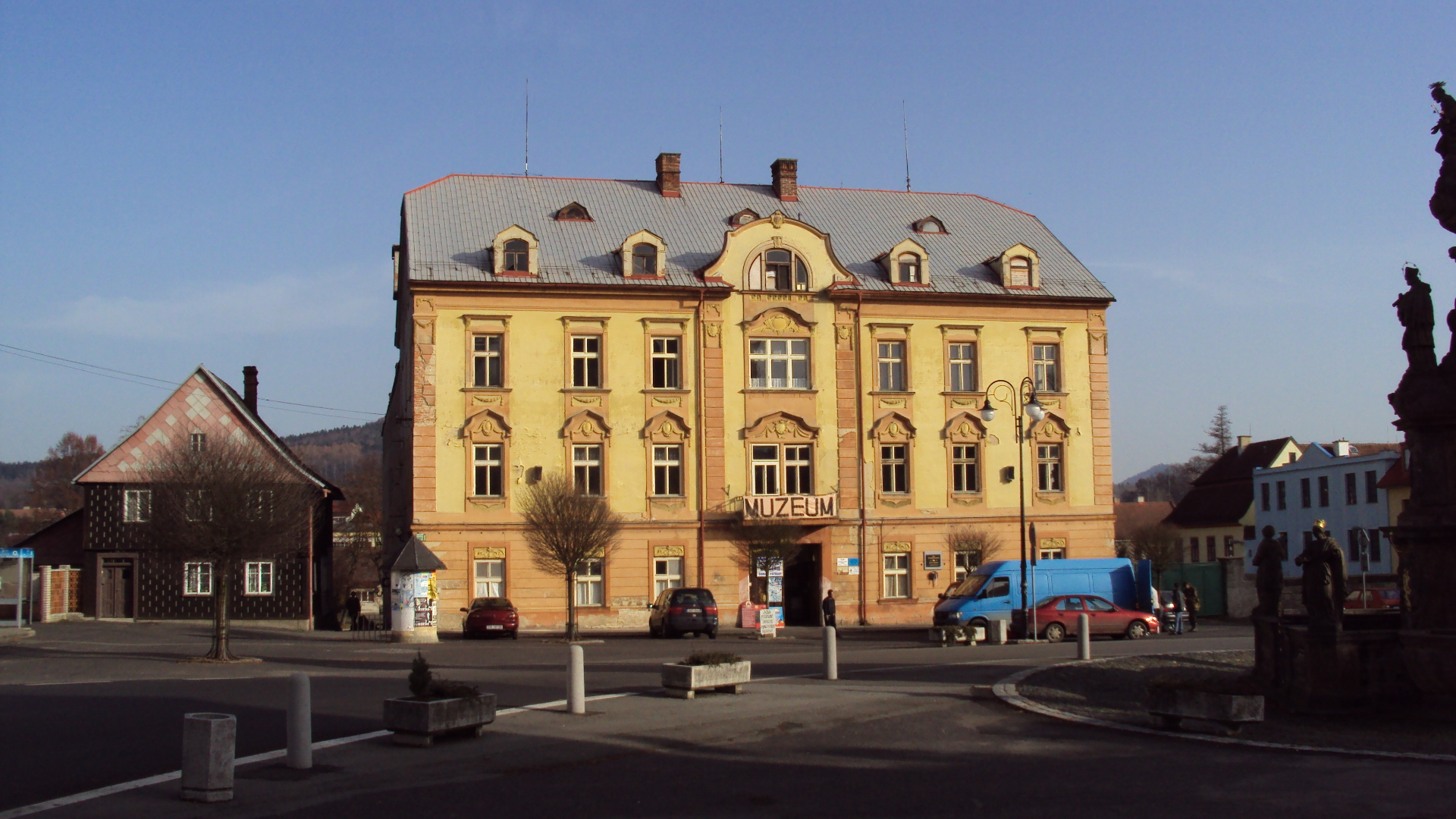
Eduard Held Muzeum

V samém středu náměstí stojí kamenné Sousoší Nejsvětější Trojice (nazývané morový sloup) s množstvím soch, postavené roku 1708. Na severní straně je novogotická budova zákupské radnice z roku 1867. Rohový dům dodnes slouží svému účelu. Na jižní straně je třetí kulturní památkou na náměstí budova čp. 243. Nyní je zde v přízemí prodejna.

## Ostatní zajímavé domy na náměstí

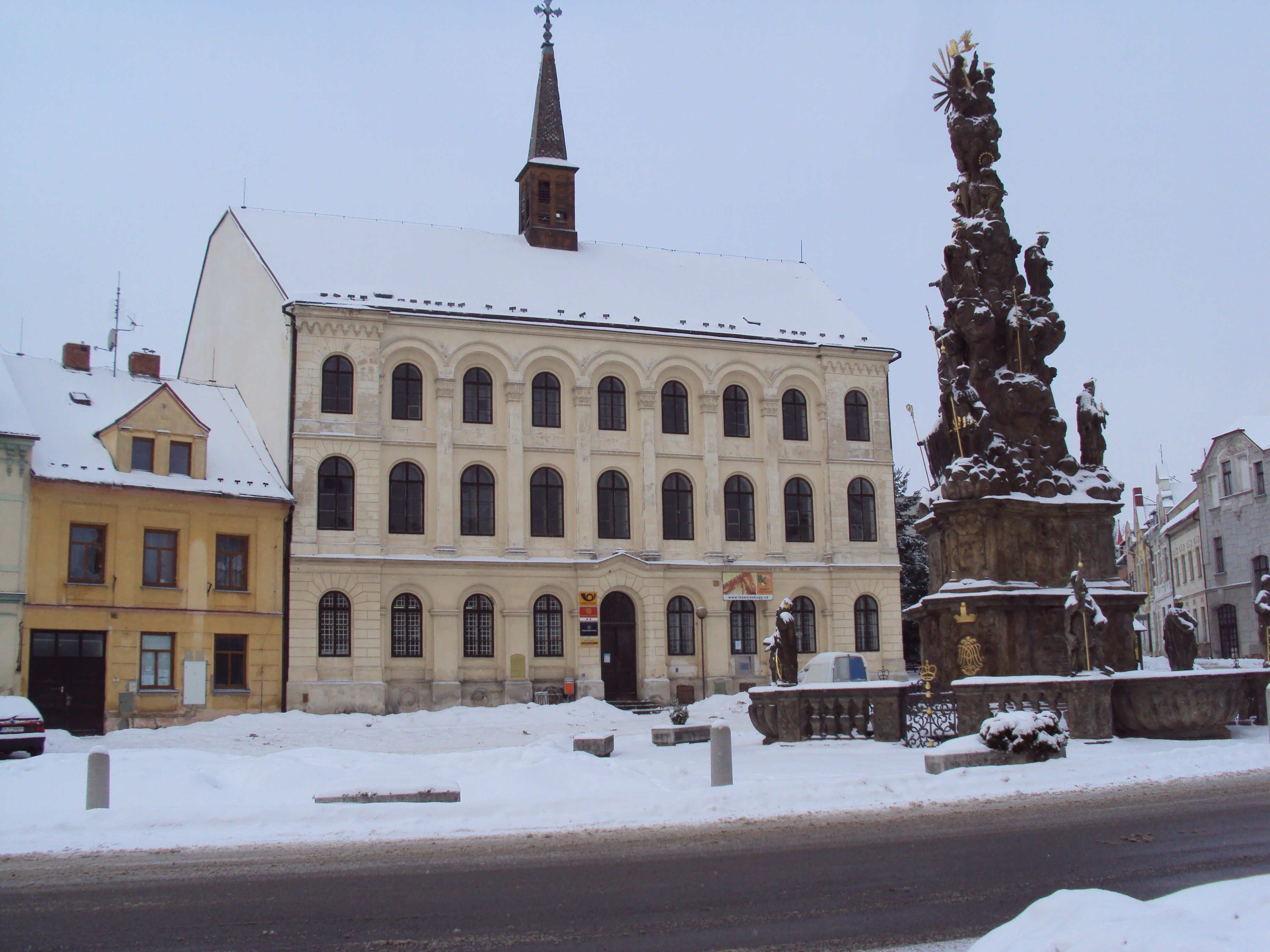
Kdysi klášterní škola boromejek

Velkým, dlouhodobě prázdným objektem s bohatou historií je bývalý hotel Orlík, kde bylo kino a restaurace. Na východní straně směrem ke škole a Kamenickému kopci je tovární objekt firmy Eduard Held (nazývaný Heldovka), kde se vyrábělo a vyrábí papírenské, karnevalové zboží. Větší část budovy přiléhající k náměstí byla upravena na muzeum. Na západní je velká budova někdejší školy boromejek (klášter milosrdných sester sv. Karla Boromejského), nyní poloprázdná. V přízemí je zákupská pošta.

## Navazující ulice

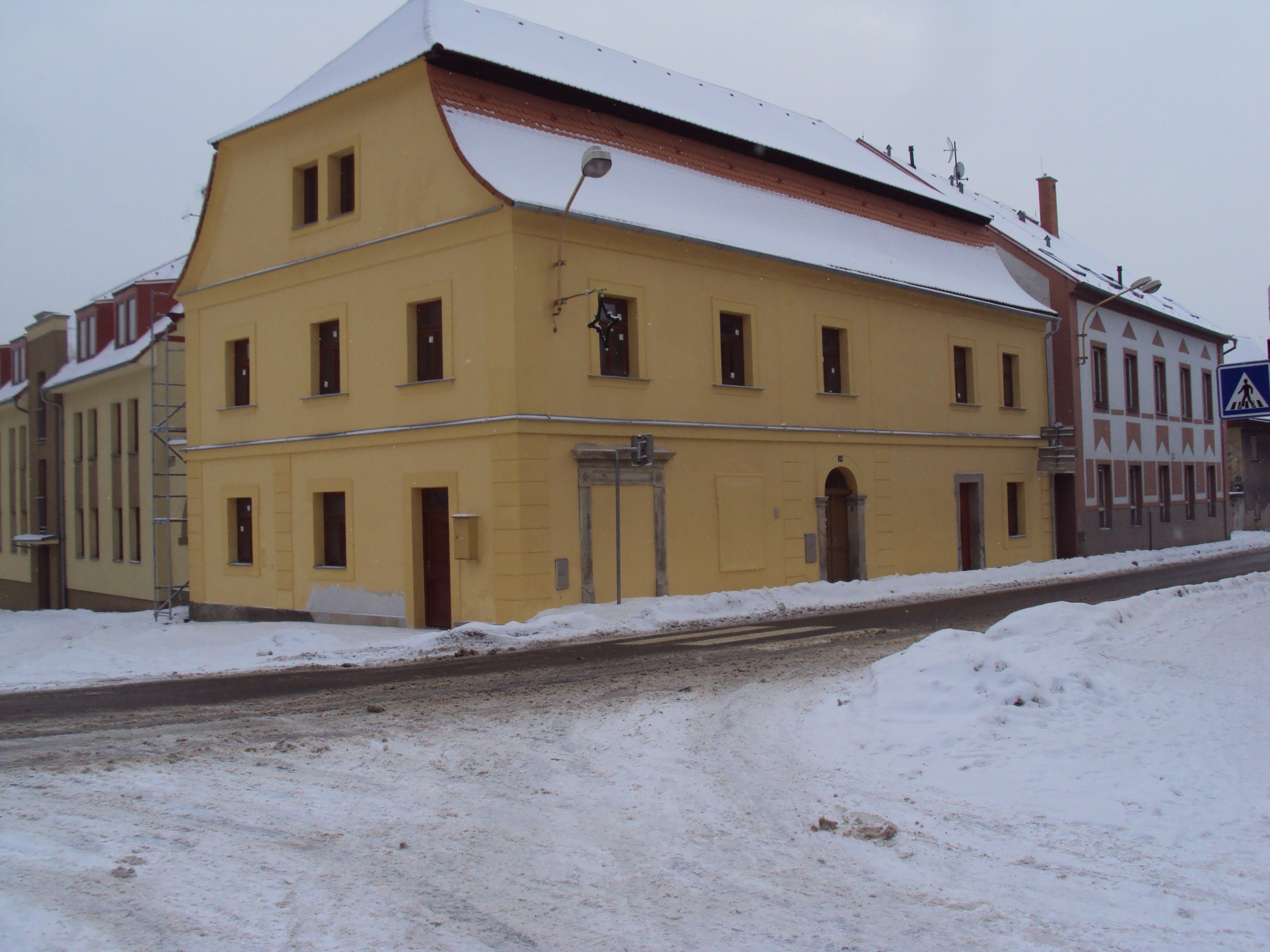
Rohový dům čp. 243, doprava vede Mimoňská ulice

Severojižně náměstí přetíná frekventovaná silnice II/268 z Mimoně na Nový Bor. Na jižní straně je pojmenována ulicí Mimoňskou, na severní Borskou. Západním směrem na Českou Lípu z náměstí vede ulice Nádražní, východním směrem se svažují ke Svitavce uličky Tichá a U splavu.